# ZAZ (cinéma)
Pour les articles homonymes, voir ZAZ.

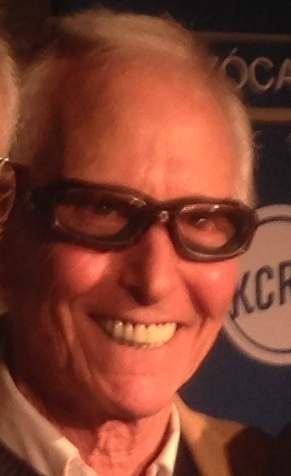
Jim Abrahams, 2015.

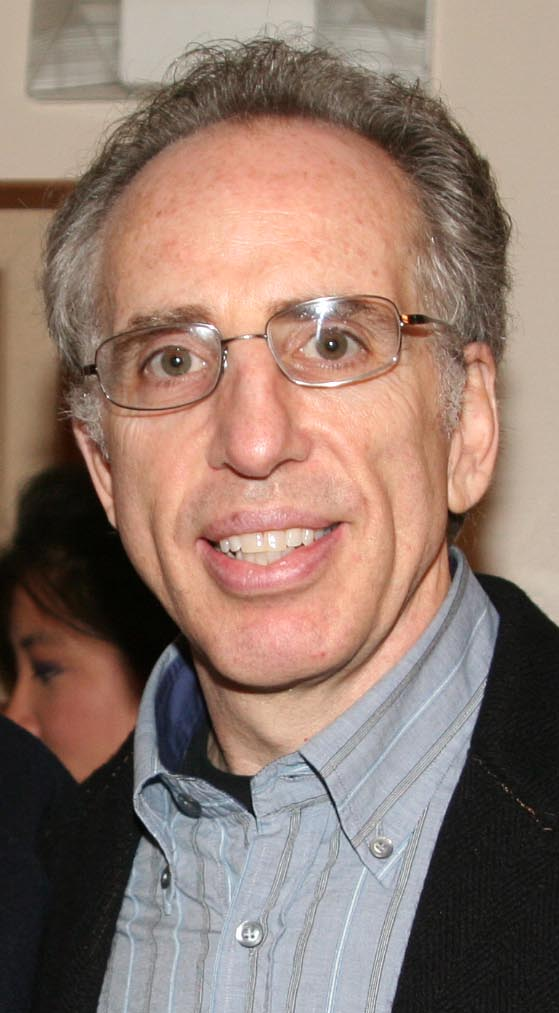
Jerry Zucker, en 2006.

Zucker, Abrahams and Zucker, généralement désigné sous l'acronyme ZAZ, est un collectif de réalisateurs, scénaristes et producteurs américains composé des frères David et Jerry Zucker, et de Jim Abrahams.
Ils se sont fait une spécialité des parodies de films à succès. On leur doit Y a-t-il un pilote dans l'avion ?, Top secret ! et la série des Y a-t-il un flic....

## Filmographie commune
- 1977 : Hamburger film sandwich (The Kentucky Fried Movie) réalisé par John Landis sur un scénario de David Zucker, Jim Abrahams et Jerry Zucker
- 1980 : Y a-t-il un pilote dans l'avion ? (Airplane!) réalisé par David Zucker, Jim Abrahams et Jerry Zucker sur un scénario de David Zucker, Jim Abrahams et Jerry Zucker
- 1982 : Police Squad (série télévisée) réalisée par David Zucker, Jerry Zucker et Jim Abrahams
- 1984 : Top secret ! réalisé par Jim Abrahams, David Zucker, Jerry Zucker sur un scénario de David Zucker, Jim Abrahams et Jerry Zucker
- 1986 : Y a-t-il quelqu'un pour tuer ma femme ? (Ruthless people) réalisé par Jim Abrahams, David Zucker et Jerry Zucker
- 1988 : Y a-t-il un flic pour sauver la reine ? (The Naked Gun: From the Files of Police Squad!) réalisé par David Zucker sur un scénario de David Zucker, Jim Abrahams et Jerry Zucker
- 1991 : Y a-t-il un flic pour sauver le président ? (The Naked Gun 2 1/2 : The Smell of Fear) réalisé par David Zucker sur un scénario de David Zucker et Jerry Zucker
- 1994 : Y a-t-il un flic pour sauver Hollywood ? (The Naked Gun 33 1/3 : The Final Insult) réalisé par Peter Segal sur un scénario de David Zucker et Jerry Zucker

## Films apparentés à l'esprit ZAZ
Pour les films suivants, seul un ou deux membres du trio ZAZ est aux commandes de la réalisation ou du scénario, mais les films conservent l'esprit et les caractéristiques des films du trio ZAZ.
- 1991 : Hot Shots! réalisé par Jim Abrahams sur un scénario de Jim Abrahams
- 1993 : Hot Shots! 2 réalisé par Jim Abrahams sur un scénario de Jim Abrahams
- 1998 : Le Prince de Sicile réalisé par Jim Abrahams
- 1998 : Baseketball réalisé par David Zucker
- 2003 : Scary Movie 3 réalisé par David Zucker
- 2006 : Scary Movie 4 réalisé par David Zucker sur un scénario de Jim Abrahams